# Vandalism
Vandalism é um grupo de música eletrônica australiano. Formado por Cassie Van Dorsselaer (vocalista) e Andy Van Dorsselaer (DJ). Em abril de 2009, Kam Denny deixou o grupo.

## Discografia

### Álbuns de estúdio
- Turn the World On

### Singles
- Girls & Boys (2005) – #80 Australia
- Never Say Never (2006) – #15 Australia
- Twisted (2006)  #79 Australia
- Smash Disco (2008)
- Hablando
- Bucci Bag – Última canção do Vandalism com Kam Denny.
- She Got It – com Angger Dimas (2010)
- Throw Your Hands Up! (2010)
- Vegas - com Static Revenger (2010)
- Rockin' (In The Place) (2011)